# دینامیک ماشین
دینامیک ماشین (به انگلیسی: Dynamics of Machinery) عبارت است از مطالعه، تجزیه و تحلیل راجع به حرکت نسبی اجزاء ماشین که در آن تغییر مکان، سرعت و شتاب مورد نظر است و همچنین بررسی نیروهای وارده به اجزاء یک ماشین و حرکات ناشی از این نیروها از مباحث این علم است. 
برای آگاهی از چگونگی کارکرد یک مکانیزم و طراحی آن باید به این علم مسلط بود.

## مباحث اصلی دینامیک ماشین
- اهرم بندیها و تحلیل آنها ( مکانیزم ها)
- بادامک ها
- چرخهای طیار
- چرخ دنده ها
- توازن سیستمهای دوار
- توازن سیستمهای رفت و برگشتی
- اثرات ژیروسکوپی
- نیروها و گشتاورها